# Stjørdal Station
Stjørdal Station (Stjørdal stasjon) er en jernbanestation på Nordlandsbanen, der ligger i byen Stjørdal i Norge. Stationen består af nogle få spor, to perroner, en stationsbygning med ventesal og kiosk og en parkeringsplads. Den betjenes af fjerntog mellem Trondheim og Bodø og af regionaltog mellem Lerkendal og Steinkjer.
Stationen åbnede 1. oktober 1902 sammen med den første del af banen fra Hell. Den fungerede som endestation en kort overgang, indtil banen blev forlænget videre til Levanger 29. oktober 1902. Oprindeligt hed stationen Stjørdalen, men den skiftede navn til Stjørdal 1. juni 1919. Den blev fjernstyret 9. januar 1977.
Stationsbygningen er i schweizerstil med en stueetage i sten og en førstesal i træ. Den blev opført i 1902 efter tegninger af Paul Armin Due.